# Steven Fulop
Steven Michael Fulop (n. 28 februarie 1977, Edison, New Jersey, SUA) este un politician american, al 49-lea primar al orașului  Jersey City, New Jersey, începând cu 1 iulie 2013. A fost una din vocile puternice ale opoziției în timpul mandatului fostului primar Jerramiah Healy, pe care l-a învins în alegerile locale desfășurate în 14 mai 2013. În 2012 publicația The Hudson Reporter l-a numit al patrulea cel mai influent om din comitatul Hudson, într-un top de 50 de persoane.